# San Jose (Dinagat)
San Jose é um município de  quarta classe de renda municipal (d) na província Ilhas de Dinagat, nas Filipinas. De acordo com o censo de 1 de maio  de  2020 possui uma população de 26 375 pessoas e 6 530 domicílios.